# Inmunidad diplomática
La inmunidad diplomática se refiere a los beneficios de inmunidad o inviolabilidad que goza un diplomático sobre su persona y el país en donde reside y se desempeña oficialmente, la exención de impuestos y de la jurisdicción civil y criminal respecto con los tribunales locales. Según el diccionario panhispánico del español jurídico, esta no es concedida en el beneficio de la persona, sino en el del correcto ejercicio de sus funciones.
Estos beneficios fueron convenidos históricamente en reconocimiento a que el diplomático representa a una soberanía diferente y que el ejercicio legítimo de sus funciones no le será innecesariamente impedido.
La inmunidad diplomática está regulada por la Convención de Viena sobre Relaciones Diplomáticas de 1961.
La Convención de Viena sobre Relaciones Consulares de 1963, regula igualmente estos derechos al cónsul y a cualquier funcionario consular reconocido oficialmente como tal.
También se refiere al derecho que tienen los agentes diplomáticos y sus familias a no ser llamados a juicio, toda vez que ningún tribunal de algún país determinado puede declararse competente para conocer de acciones intentadas en contra de un agente diplomático extranjero, un soberano extranjero o un Estado extranjero. Solo el gobierno del país representado por dicho diplomático puede renunciar a la inmunidad de este.